# Сторожевая башня (журнал)
«Сторожева́я ба́шня возвеща́ет Ца́рство Иего́вы» (сокр. «Сторожевая башня») — журнал религиозного содержания, издаваемый свидетелями Иеговы. Вместе с журналом-спутником «Пробудитесь!» является одной из основных публикаций, распространяемых ими в их проповедническом служении.
По данным журналов «Business Insider» и «The New York Review of Magazines», по тиражу каждого выпуска является самым распространяемым в мире журналом.
На основании решений судов Российской Федерации, признавших ряд выпусков журнала «Сторожевая башня» экстремистскими, с апреля 2010 года Федеральная служба по надзору в сфере связи, информационных технологий и массовых коммуникаций (Роскомнадзор) аннулировала разрешение на распространение на территории России печатного издания «Сторожевая башня».

## Название
Полное название журнала менялось несколько раз:
- 1879 год, июль — «Сионская сторожевая башня и вестник присутствия Христа»
- 1909 год, январь — «Сторожевая башня и вестник присутствия Христа»
- 1939 год, январь — «Сторожевая башня и вестник Царства Христа»
- 1939 год, март — «Сторожевая башня возвещает Царство Иеговы»

При этом сокращённое название журнала «Сторожевая башня» на английском языке оставалось неизменным на протяжении всей истории его существования. По сути, оно связано с мыслью о необходимости внимательно следить за происходящими в мире событиями и по малейшим признакам «издалека» предвидеть, как эти события будут разворачиваться в соответствии с исполнением библейских пророчеств. В переносном смысле это название связано со сторожевыми башнями, существовавшими во дни Древнего Израиля. На таких башнях располагались наблюдательные посты, перед которыми стояла задача издалека следить за приближением врага и заранее предупреждать о надвигающейся опасности. Поэтому название журнала было основано на следующих словах из Библии:

«Он пристально наблюдал и прислушивался, затем закричал, как лев: „Иегова, я всегда стою на сторожевой башне днём и остаюсь на посту каждую ночь“».— Исаия 21:7, 8, Священное Писание — Перевод нового мира
Чтобы подчеркнуть состояние духовной тьмы, распространившееся в мире, и весть о приближающемся рассвете Царства Бога, первые 59 лет на обложке журнала каждого номера была напечатана цитата из Исаии 21:11, 12: «Сторож! Сколько ночи?»… — «Приближается утро».

## Распространённость
В настоящее время тираж одного номера журнала, предназначенного для распространения, составляет 69 804 000 экземпляров (выпуск для изучения — 13 825 000 экземпляров) на 334 языках.
На графике можно увидеть динамику тиража одного номера журнала «Сторожевая башня», предназначенного для распространения, и количества языков, на которых он издаётся. На оси Х указаны годы, а на оси Y — количество языков (слева) и тираж в миллионах экземпляров (справа).

## Издательство

### Цель издания
В первом номере журнала за июль 1879 года говорилось, что цель этого издания — «помочь читателям осознать, что этот мир переживает свои последние дни и спасение возможно только благодаря искупительной жертве Иисуса Христа. Поэтому журнал должен был побуждать подражать Богу, отражая его славу и развивать присущие ему качества, свойственные духовной личности». Кроме того, сообщалось, что будет уделяться большое внимание исполнению библейских пророчеств и что через этот журнал будут исполняться слова из Матфея 24:45 о «верном и благоразумном рабе», который будет «давать пищу вовремя». Изначально журнал предназначался для христиан, которые относят себя к числу «помазанных Святым Духом», но к началу 1940-х годов его начали предлагать всем желающим.
В настоящее время цель издания излагается в каждом номере следующими словами:

"ЖУРНАЛ «Сторожевая башня» прославляет Бога Иегову — Правителя Вселенной. Этот журнал утешает людей благой вестью о том, что Божье небесное Царство вскоре покончит со всем злом и вся земля станет раем. Он укрепляет веру в Иисуса Христа, который умер, чтобы мы могли обрести вечную жизнь, и который сейчас правит как Царь Божьего Царства. Этот журнал издаётся непрерывно с 1879 года. Он политически нейтрален и полностью основан на Библии.— вторая страница каждого номера журнала «Сторожевая башня»

### Редакционная коллегия
С 1879 года по 1916 год редактором и издателем каждого выпуска «Сторожевой башни» был его основатель Ч. Т. Расселл. Кроме него, с самого начала штат насчитывал ещё пять сотрудников. В конце каждой статьи указывалось имя и инициалы автора. С 1916 года вместо имени редактора стали указывать имена членов редколлегии. А в 1931 году убрали и этот список, а на его месте напечатали стих из Исаии 54:13: «Все твои сыновья будут научены Иеговой, и у твоих сыновей будет изобилие мира».
В настоящее время статьи не подписаны каким-либо автором, а подготавливаются в Писательском комитете Руководящего совета свидетелей Иеговы, состоящем из опытных старейшин. А перед выходом в печать каждая страница журнала, включая художественное оформление, проверяется несколькими членами самого Руководящего совета.

### Финансирование
В одном из первых номеров «Сторожевой башни» говорилось: «Мы верим, что издание „Сионской сторожевой башни“ поддерживает Иегова, и поэтому мы никогда не будем ни умолять, ни просить о помощи людей. Если Сказавший: „Моё серебро и Моё золото“ — не будет обеспечивать нас необходимыми средствами, мы поймём, что издание журнала пора прекратить». Поэтому первоначально годовая подписка журнала «Сторожевая башня» (12 номеров объёмом в 8 страниц) предлагалась за пожертвование, рекомендуемый размер которого был минимальным, всего 50 центов (США). Но при этом в первом выпуске сообщалось, что те, кто не в состоянии внести даже такое пожертвование, могут попросить о бесплатной доставке журнала. Для таких случаев был специально учреждён Издательский фонд Башни, который составляли добровольные пожертвования, предназначенные для регулярной и бесплатной рассылки тысяч экземпляров журнала для тех, кто не мог их приобрести за свои средства. В 1989 году годовая подписка на журнал (24 номера объёмом в 32 страницы) предлагалась за пожертвование в размере 5 долларов (США). Но в 1990 году Руководящий совет свидетелей Иеговы принял решение о том, чтобы вся литература распространялась без упоминания о конкретной сумме пожертвования, а с единственным условием, что её будут читать. Предполагается, что эти изменения были связаны с тем, что 17 января 1990 года Верховный Суд США принял решение о том, что религиозная литература, которая продаётся, должна подлежать налогообложению. С того времени «Сторожевая башня» распространяется бесплатно, а её издание, как сказано на второй страницы каждого номера журнала, поддерживается добровольными пожертвованиями — как самих свидетелей Иеговы, так и тех, кто интересуется их деятельностью.

## История

### В конце XIX и в начале XX веков
Причиной выхода в свет журнала «Сторожевая башня» стало расхождения во взглядах на вопрос «выкупа» (искупительной жертвы) между Чарлзом Расселлом, который был заместителем редактора христианского журнала «Вестник утра» («Herald of the Morning»), и его главным редактором Нельсоном Х.Барбоуром (Nelson H. Barbour), в 1878 году. После того, как главный редактор в своей статье отверг представления Расселла об искупительной силе смерти Христа, не найдя общий язык в этом вопросе Чарлз Расселл отказался финансировать этот журнал и вышел из редакционной коллегии. В письме от 3 мая 1879 года Расселл объяснил свою позицию: «В наших взглядах на учение, изложенное в слове нашего Отца, возникли расхождения, и, отдавая справедливость искренности Ваших убеждений, которых я не разделяю, я тем не менее должен руководствоваться собственным пониманием слова нашего Отца, и, с моей точки зрения, Вы заблуждаетесь… Вопросы, по которым мы расходимся во мнении, представляются мне настолько принципиальными, что между нами уже невозможно то единодушие и взаимное расположение, которое должно существовать между издателями и редакторами газеты или журнала. Ввиду этого я считаю необходимым прекратить наши отношения». В июле 1879 года Расселл начал издавать собственный журнал «Сионская сторожевая башня и вестник присутствия Христа», который в то время распространялся силами местных собраний Исследователей Библии.
С 1891 по 1931 год на обложке «Сторожевой башни» был изображён крест. Позднее от использования этого символа Свидетели Иеговы отказались.
Первый номер журнала вышел тиражом 6000 экземпляров на английском языке объёмом в 8 страниц. В 1891 году объём журнала увеличился до 16 страниц, а в следующем году журнал начал выходить два раза в месяц. С 1950 года и до настоящего времени «Сторожевая башня» на английском языке издаётся на 32 страницах. Со временем журнал начал выходить и на других языках: сначала на шведском, потом на немецком, а к 1916 году уже регулярно на семи языках: английском, датско-норвежском, немецком, польском, финском, французском и шведском.

### В середине и в конце XX века
Вначале журнал рассматривался как издание в основном для «малого стада» посвятивших себя Богу христиан, а их, по учению Свидетелей Иеговы, должно быть всего 144 тысячи человек. Долгое время количество относящих себя к «малому стаду» было существенно меньше этого числа, соответственно и тираж издания был небольшим. В 1916 году он составлял всего 55 000 экземпляров. Но во второй половине 1930-х годов назначение журнала было переориентировано на широкий круг читателей, и было введено понятие о «великом множестве» людей (Ионадавы), которые в отличие от «малого стада» не входили в число 144000, имеющих небесную надежду, а имели земную надежду. Журнал с того времени распространялся как внутри самой организации, так и с миссионерскими целями. В 1939 году была проведена активная международная кампания, и тираж возрос до 120 000. С начала 1940-х годов журнал начали активно предлагать прохожим на улице, и тираж каждого номера стал быстро расти, достигнув к концу XX века 22 млн экземпляров.

#### Русскоязычное издание
В 1925 году журнал начал издаваться на русском языке и первоначально назывался «Башня стражи», а в 1964 году его название изменилось на нынешнее — «Сторожевая башня». Долгое время русский вариант журнала выходил с задержкой относительно английского издания и в сокращённом виде. С 1981 года его объём составлял 24 страницы ежемесячно, а с 1985 года — два раза в месяц. Переход на одновременное издание с английским журналом произошёл с 1 июня 1990 года. С этого же времени его содержание было увеличено до полного объёма в 32 страницы.

#### Издание журнала под запретом
В ряде стран мира в разное время по разным обвинениям журнал «Сторожевая башня» подвергался запрету. Так, например, было в бывшем Советском Союзе, когда журнал обвинялся в антисоветской пропаганде, так происходит и в современной России, где его обвиняют в экстремизме, распространении нетерпимости и разжигании межрелигиозной розни. Как правило, такие обвинения и запреты не останавливают издание журнала и его распространение.
Во времена Советского Союза, когда свидетели Иеговы были запрещены, «Сторожевая башня», несмотря на жёсткий контроль со стороны властей, регулярно попадала даже в исправительные лагеря, где отбывали свои сроки заключения Свидетели Иеговы. Елена Цельмина, находившаяся в одном из таких лагерей в Потьме с 1962 по 1966 года, в своей книге «Женщины в советских тюрьмах» пишет: «Литература из Бруклина проступает регулярно в хорошем состоянии и в больших количествах через неофициальные и хорошо организованные каналы… Никто не может понять, каким образом в эту страну за колючей проволокой и с ограничением на общение между людьми может проникать запрещённая литература — да ещё из Соединенных Штатов! Многие свидетели Иеговы осуждены на 10 лет каторжных работ только за то, что в их квартирах было найдено несколько номеров журнала „Сторожевая башня“. Если людей арестовывают за то, что они имеют эти журналы, то можно понять тревогу и негодование администрации из-за наличия этой литературы в лагере… Никто не мог обнаружить, каким образом „Сторожевая башня“ попадает в лагерь. В конце концов, после осуждения каждый заключённый обязан снять с себя всю одежду, и она полностью обыскивается. По прибытии в лагерь каждый заключённый вновь тщательно обыскивается до последнего шва. Чемоданы проверяются, нет ли двойного дна. Ни один посторонний не допускается в лагерь без основательной причины. Когда заключённые выходят за пределы лагеря на полевые работы, они окружены вооружённой охраной и никому не разрешается к ним подходить. Вечером, когда они возвращаются в лагерь, их опять обыскивают. Но несмотря на такой надзор, бруклинская литература находит своих читателей».
Подобные запреты были безрезультатны и в других странах мира. Так, например, в 1935 году в Замбии представители влиятельных религиозных течений настояли на том, чтобы в уголовный кодекс страны были внесены изменения, согласно которым литература свидетелей Иеговы была обвинена в подрывной деятельности. Её ввоз и распространение были запрещены. Под угрозой суда и лишения свободы все, у кого была такая литература, были обязаны её сдать. Свидетели Иеговы прятали литературу в лодках на Замбези, подвязывали под кровати и даже клали её в ящики, где хранили просо и кукурузную муку. Но, несмотря на запреты число свидетелей Иеговы продолжало постоянно расти и, в конце концов, в 1948 году запрет был снят.
В 1941 году из-за запрета на деятельность свидетелей Иеговы в Австралии их типография была закрыта и конфискована властями. Ночью свидетели Иеговы разобрали стену с той стороны, которая мало охранялась, и вынесли необходимое оборудование. Вскоре в разных местах по всему Сиднею было развёрнуто подпольное издание журналов «Сторожевая башня», которые поступали во все собрания свидетелей Иеговы. Чтобы технику не конфисковали, переплётную мастерскую 16 раз переносили на новое место. В 1943 году дело о запрете было передано в Верховный суд Австралии и все обвинения были полностью сняты, а деятельность свидетелей Иеговы оправдана и вышла из подполья.
В 1949 году под влиянием Римско-католической церкви был издан закон, в результате которого в Аргентине был наложен официальный запрет на деятельность свидетелей Иеговы. Литературу ввозили в страну подпольно через границу. На обложке «Сторожевой башни», чтобы не привлекать внимание ничего не печатали. После долгих судебных разбирательств в 1978 году были поданы апелляции в Межамериканскую комиссию по защите прав человека. Комиссия установила, что правительство нарушило права свидетелей Иеговы, и призвала его отменить запрет. В 1980 году запрет был снят.
Иногда, чтобы во времена запретов облегчить издание и распространение журнала, в некоторых странах он выходил под другим названием. Так на румынском языке в конце 1920-х годов журнал издавался под названиями «Жатва», «Свет Библии» и «Рассвет», в то же время на венгерском под названиями «Христианский пилигрим», «Евангелие» и «Журнал для тех, кто верит в кровь Христа», а в 1953—1975 годах на французском языке журнал издавался один раз в месяц на шестидесяти четырёх страницах под названием «Внутренний бюллетень».

### В начале XXI века
В 2008 году произошло ещё одно изменение в издании журнала. С этого года каждый номер «Сторожевой башни» от 1 числа предназначен для широкого круга читателей и выпускается для распространения тиражом в 42 млн экземпляров на 188 языках, а номер от 15 числа выходит тиражом в 12 млн экземпляров только для свидетелей Иеговы и тех, кто посещает их встречи.
В связи с тем, что организация приняла решение о более широком использовании официального сайта для распространения своего учения, объём и периодичность выпуска для распространения стали сокращаться. С января 2013 года его объём был уменьшен с 32 до 16 страниц. С января 2016 года выпуск для распространения, ранее выходивший ежемесячно, стал издаваться раз в два месяца, с января 2018 года — три раза в год, а с января 2022 года — один раз в год.

## Критика
Другие группы Исследователей Библии считают, что журнал «Сторожевая башня» соответствовал своему заданию только до смерти Рассела. Некоторые из них стали выпускать собственные журналы для замены «Сторожевой башни».

## Распространение журнала в России
На основании решений судов Российской Федерации, признавших экстремистскими ряд материалов издания «Сторожевая башня», в апреле 2010 г. Федеральная служба по надзору в сфере связи, информационных технологий и массовых коммуникаций (Роскомнадзор) аннулировала разрешение на распространение на территории России печатного издания «Сторожевая башня».
6 октября 2011 года Арбитражный суд города Москвы признал незаконными приказы Роскомнадзора от 26 апреля и 18 мая 2010 года об аннулировании разрешения на распространение в России журналов «Пробудитесь!» и «Сторожевая башня».
26 января 2012 года девятый апелляционный Арбитражный суд Российской Федерации подтвердил правомерность запрета Роскомнадзора на распространение журналов «Свидетелей Иеговы».